# تونل شهرستان
تونل شهرستان (تاجیکی: Нақби Шаҳристон) تونلی در تاجیکستان به طول پنج کیلومتر است. این تونل در راه دوشنبه، پایتخت کشور، به خجند، دومین شهر بزرگ کشور، قرار دارد. ساخت این تونل بر عهده شرکت چینی «چاینارود» بود.